# Algemene verkiezingen in Liberia (1955)

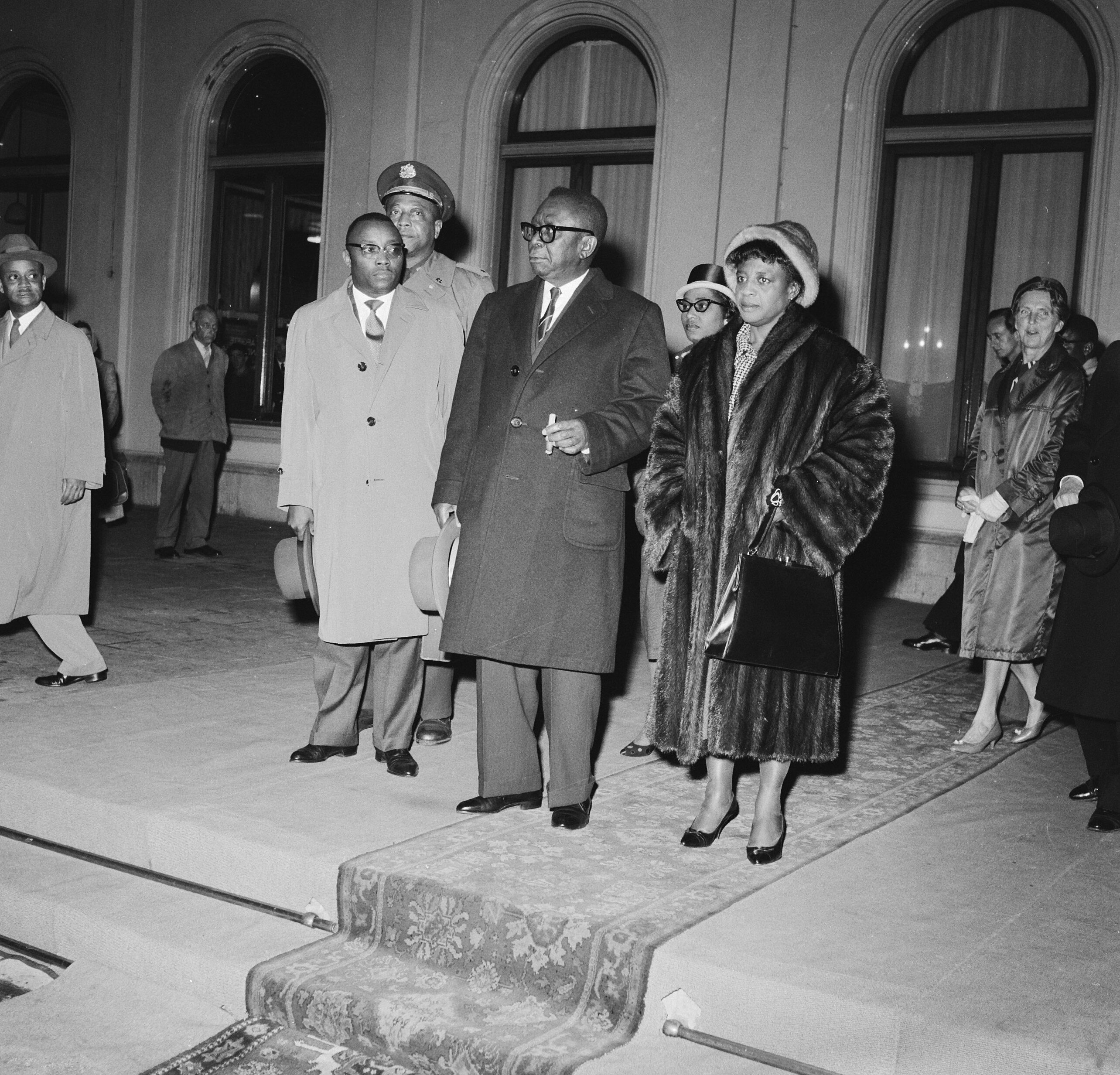
President William Tubman tijdens het officiële staatsbezoek aan Nederland in 1961.

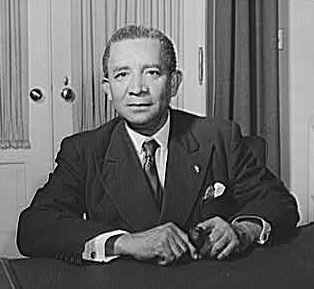
Edwin Barclay in 1943.

De algemene verkiezingen in Liberia van 1955 vonden op 3 mei plaats. Naast zittend president William Tubman van de regerende True Whig Party (TWP) waren er nog twee tegenkandidaten: Edwin Barclay en William O. Davies-Bright. Barclay was kandidaat voor de Independent True Whig Party (ITWP). Hij was eerder van 1930 tot 1944 president van Liberia geweest en Tubman was zijn directe opvolger. Barclay beschuldigde Tubman van corruptie, machtsmisbruik en leugens. Barclay had echter ook een persoonlijke animositeit ontwikkeld t.o.v. Tubman omdat deze laatste personen in zijn regering had opgenomen die behoorden tot de politieke tegenstanders van Barclay. Tubman probeerde de kandidatuur van Barclay ongedaan te maken door via juridische weg de ITWP te verbieden. Volgens Tubman leek de partijnaam te veel op die van de TWP. Toen dit niet lukte probeerde hij Barclay in een negatief daglicht te stellen. Zo beschuldigde hij Barclay van atheïsme en zelfs doodslag. Barclay ontkende alle aantijgingen.
Uiteindelijk werd Tubman voor de derde keer op rij tot president herkozen. Barclay moest zich tevreden stellen met 1.182 stemmen en William O. Davies-Bright met 16 stemmen. Naast presidentsverkiezingen vonden er ook verkiezingen plaats voor het parlement. Alle zetels in het Huis van Afgevaardigden en de Senaat gingen naar de True Whig Party, de de facto enige partij in het land sinds 1883.

## Presidentsverkiezingen
| Kandidaat                       | Kandidaat                | Partij                                   | Stemmen | %      |
| ------------------------------- | ------------------------ | ---------------------------------------- | ------- | ------ |
|                                 | William V.S. Tubman      | True Whig Party                          | 244.873 | 99,51  |
|                                 | Edwin J. Barclay         | Independent Whig Party Reformation Party | 1.182   | 0,48   |
|                                 | William O. Davies Bright | Onafhankelijk                            | 16      | 0,01   |
| Totaal                          | Totaal                   | Totaal                                   | 246.071 | 100,00 |
|                                 |                          |                                          |         |        |
| Geregistreerde kiezers/ opkomst |                          |                                          |         |        |
| Bron: AED                       |                          |                                          |         |        |

William V.S. Tubman: 244.873 stemmen
Edwin J. Barclay: 1.182 stemmen
William O. Davies Bright: 16 stemmen

## Parlementsverkiezingen

### Huis van Afgevaardigden
| Partij                            | Partij          | Zetels | %      |
| --------------------------------- | --------------- | ------ | ------ |
|                                   | True Whig Party | 29     | 100,00 |
| Totaal                            | Totaal          | 29     | 100,00 |
|                                   |                 |        |        |
| Geldige stemmen                   |                 |        |        |
| Ongeldige stemmen/ blanco stemmen |                 |        |        |
| Geregistreerde kiezers/ opkomst   |                 |        |        |
| Bron: Nohlen et al.               |                 |        |        |

### Senaat
| Partij                            | Partij          | Zetels | %      |
| --------------------------------- | --------------- | ------ | ------ |
|                                   | True Whig Party | 10     | 100,00 |
| Totaal                            | Totaal          | 10     | 100,00 |
|                                   |                 |        |        |
| Geldige stemmen                   |                 |        |        |
| Ongeldige stemmen/ blanco stemmen |                 |        |        |
| Geregistreerde kiezers/ opkomst   |                 |        |        |
| Bron: Nohlen et al.               |                 |        |        |